# Natalie Peters
Natalie Peters (* 1976 in Heidelberg) ist eine deutsche  Improvisationsmusikerin (Stimme, Komposition), die zunächst als Schauspielerin tätig war.

## Leben und Wirken
Peters, die in Süddeutschland aufwuchs, erhielt von Kind an eine musikalische Ausbildung und widmete sich zunächst dem Klavierspiel. Sie studierte Schauspiel, zunächst in Heidelberg, ab 1998 in Berlin. Ihre Karriere begann sie als Schauspielerin für Theater und experimentelles Kino. In Berlin hatte sie erste Berührungspunkte mit Improvisationsmusik, die sich zu ihrer Hauptinspiration entwickelte. In der Folge entwickelte sie Performances mit Musikern, zunächst unter Verwendung ihrer eigenen Texte; bald darauf erkundete sie die Kraft der menschlichen Stimme. Als Musikerin ist sie weitgehend Autodidaktin.
2015 legte Peters mit Guy Bettini und Sebi Tramontana das Album Locarno bei Unit Records vor. Mit der Cellistin Sara Käser betreibt sie ein langjähriges Duo, das 2023 das Album Spiel mir das Flieht! veröffentlichte. Sie hat mit Barre Phillips, Paul Lovens, Gerry Hemingway, Urs Leimgruber, Michel Doneda, Fabio Martini, Achille Succi, Luca Pissavini, Guillaume Gargaut, aber auch mit Künstlern wie Gianni Motti, den Dichterinnen Ginka Steinwachs und Heike Fiedler und den Butoh-Tänzern Gyohai Zaitsu und Flavia Ghisalberti gearbeitet. Das von ihr geleitete Improvisationsensemble Sous-Sol nahm mit Jacques Demierre, Axel Dörner und Jonas Kocher das Album Last Before (2020) auf; mit Alfred Zimmerlin, Thomas Rohrer und Jacek Chmiel folgte 2023 das Album Bienen. Körbe. Köpfe. Mit dem Improvisationsquartett Sync, zu dem neben ihr Sebastian Strinning, Yara Li Mennel und Jacek Chmiel gehören, entstand das Album Catacryptico (AUT Records 2024).
Seit 2004 lebt Peters in Locarno. Mit dem Kunstverein Carovana091 veranstaltet sie dort regelmäßig das Musikfestival Frequenze Libere.